# Championnat du Burundi de football 2019-2020
Navigation
Saison précédente Saison suivante
La saison 2019-2020 du Championnat du Burundi de football est la cinquante-septième édition de la Primus League, le championnat de première division au Burundi. Les seize meilleures équipes du pays sont regroupées au sein d’une poule unique où ils s’affrontent deux fois au cours de la saison, à domicile et à l’extérieur. En fin de saison, les trois derniers du classement sont relégués et remplacés par les trois meilleurs clubs de deuxième division.
C'est le club Le Messager FC Ngozi qui est sacré cette saison après avoir terminé en tête du classement final. Il s’agit du deuxième titre de champion du Burundi de l’histoire du club.
Le championnat du Burundi est un des rares championnats qui n'a pas été trop affecté par la pandémie de Covid-19, à part une coupure après la 27e journée, le 5 avril 2020, le championnat a repris le 30 mai 2020 pour les trois dernières journées.

## Qualifications continentales
Le champion du Burundi se qualifie pour la Ligue des champions de la CAF 2020-2021 tandis que le vainqueur de la coupe nationale (ou le vice-champion si la Coupe n'est pas organisée) obtient son billet pour la Coupe de la confédération 2020-2021.

## Les clubs participants
- Vital’O FC
- Rukinzo FC
- LLB Académic
- Olympic Muremera
- Le Messager FC Ngozi
- Bujumbura City FC
- Aigle Noir FC de Makamba
- Burundi Sport Dynamique - Promu de D2
- Kayanza United
- Flambeau du Centre
- Olympique Star
- Les Lierres FC
- Bumamuru Standard
- Associacion Sportif Inter Star - Promu de D2
- Musongati FC
- Atlético Olympic qui devait être relégué après la saison 2018-2019, forme un partenariat avec Top Junior Kayanza qui devait être promu, de sorte que le club reste en première division.

## Compétition
Le barème utilisé pour établir le classement est le suivant :
- Victoire : 3 points
- Match nul : 1 point
- Défaite : 0 point

### Classement
| Rang | Équipe                           | Pts | J  | G  | N  | P  | Bp | Bc | Diff |
| ---- | -------------------------------- | --- | -- | -- | -- | -- | -- | -- | ---- |
| 1    | Le Messager FC Ngozi             | 64  | 30 | 18 | 10 | 2  | 51 | 18 | +33  |
| 2    | Musongati FC C                   | 56  | 30 | 15 | 11 | 4  | 45 | 26 | +19  |
| 3    | Aigle Noir FC de MakambaT        | 48  | 30 | 13 | 9  | 8  | 56 | 39 | +17  |
| 4    | Burundi Sport Dynamique P        | 48  | 30 | 13 | 9  | 8  | 32 | 25 | +7   |
| 5    | Flambeau du Centre               | 48  | 30 | 13 | 9  | 8  | 44 | 40 | +4   |
| 6    | Vital’O FC                       | 44  | 30 | 12 | 8  | 10 | 41 | 33 | +8   |
| 7    | Bujumbura City FC                | 43  | 30 | 12 | 7  | 11 | 47 | 41 | +6   |
| 8    | Olympique Star                   | 39  | 30 | 11 | 6  | 13 | 54 | 48 | +6   |
| 9    | Rukinzo FC                       | 39  | 30 | 10 | 9  | 11 | 40 | 44 | -4   |
| 10   | Associacion Sportif Inter Star P | 38  | 30 | 9  | 11 | 10 | 29 | 32 | -3   |
| 11   | Bumamuru Standard                | 38  | 30 | 10 | 8  | 12 | 41 | 37 | +4   |
| 12   | Kayanza United                   | 37  | 30 | 9  | 10 | 11 | 35 | 39 | -4   |
| 13   | Atlético Olympic                 | 33  | 30 | 9  | 9  | 12 | 46 | 44 | +2   |
| 14   | LLB Académic                     | 35  | 30 | 9  | 8  | 13 | 24 | 41 | -17  |
| 15   | Ngozi City FC                    | 22  | 30 | 6  | 4  | 20 | 28 | 62 | -34  |
| 16   | Les Lierres FC                   | 20  | 30 | 6  | 2  | 22 | 26 | 69 | -43  |

|  | Qualification pour la Ligue des champions de la CAF 2020-2021            |
|  | Qualification pour la Coupe de la confédération 2020-2021                |
|  | Relégation directe en deuxième division                                  |
|  | T : Tenant du titre C : Vainqueur de la Coupe du Burundi P : Promu de D2 |

## Bilan de la saison
| Championnat du Burundi de football 2019-2020 |                                 |
| Champion                                     | Le Messager FC Ngozi (2e titre) |
| Coupes et trophées                           |                                 |
| Vainqueur de la Coupe du Burundi 2019-2020   | Musongati FC                    |
| Qualifications continentales                 |                                 |
| Ligue des champions de la CAF 2020-2021      | Le Messager FC Ngozi            |
| Coupe de la confédération 2020-2021          | Musongati FC                    |
| Promotions et relégations                    |                                 |
| Promus en Ligue A                            | Royal FC                        |
| Promus en Ligue A                            | Les Eléphants FC                |
| Promus en Ligue A                            | Muzinga FC                      |
| Relégués en Ligue B                          | LLB Académic                    |
| Relégués en Ligue B                          | Ngozi City FC                   |
| Relégués en Ligue B                          | Les Lierres FC                  |